# Expedición 25
La Expedición 25 fue la 25ª estancia de larga duración en la Estación Espacial Internacional. Durante esta expedición la nave Progress M-08M se acopló con la Estación Espacial Internacional, el 30 de octubre de 2010 llevando 2.5 toneladas de suministros de carga.

## Tripulación
| Posición             | Primera parte (Septiembre de 2010)              | Segunda parte (Octubre de 2010 a noviembre de 2010) |
| -------------------- | ----------------------------------------------- | --------------------------------------------------- |
| Comandante           | Douglas H. Wheelock, NASA Primer vuelo espacial | Douglas H. Wheelock, NASA Primer vuelo espacial     |
| Ingeniero de vuelo 1 | Shannon Walker, NASA Primer vuelo espacial      | Shannon Walker, NASA Primer vuelo espacial          |
| Ingeniero de vuelo 2 | Fyodor Yurchikhin, RSA Tercer vuelo espacial    | Fyodor Yurchikhin, RSA Tercer vuelo espacial        |
| Ingeniero de vuelo 3 |                                                 | Scott J. Kelly, NASA Tercer vuelo espacial          |
| Ingeniero de vuelo 4 |                                                 | Aleksandr Kaleri, RSA Quinto vuelo espacial         |
| Ingeniero de vuelo 5 |                                                 | Oleg Skripochka, RSA Primer vuelo espacial          |

FuenteNASA

## Tripulación de Repuesto o de emergencia
- Andrei Borisenko - Comandante
- Paolo Nespoli
- Catherine Coleman
- Anatoli Ivanishin
- Sergei Revin
- Ronald J. Garan, Jr.